# 安塚站
安塚站（日语：／ Yasuzuka eki */?）位于日本栃木縣下都賀郡壬生町，是屬於東武鐵道公司的鐵路車站，車站编号为TN 36。

## 歷史
- 1931年（昭和6年）8月11日 - 開業。
- 2015年（平成27年）
  - 9月11日 - 颱風18號造成本站 - 西川田站間的橋梁流失。同年10月6日以前，新栃木站發出的列車全部在本站折返。[1]
  - 10月7日 - 本站 - 西川田間的臨時橋梁完成。

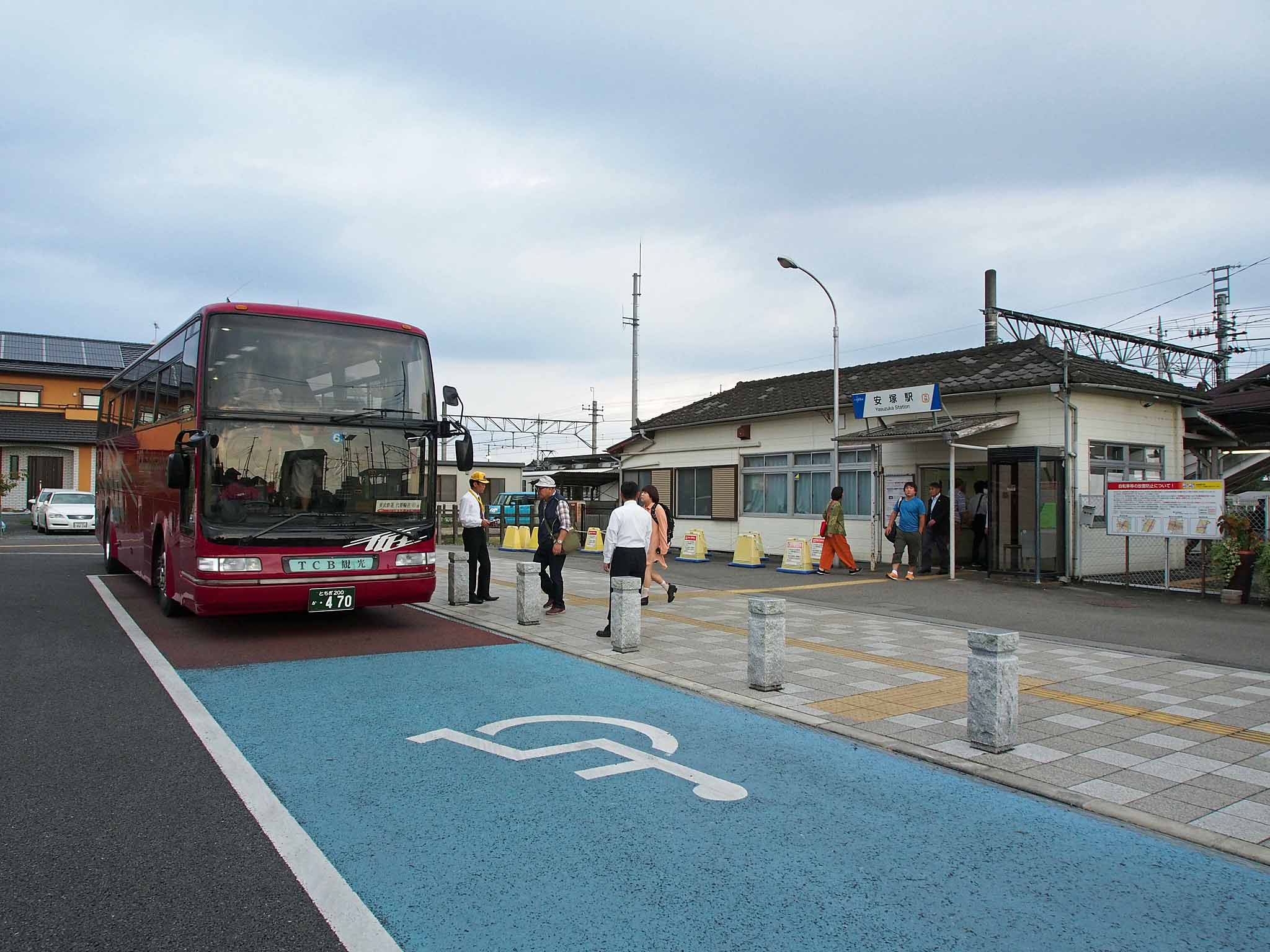
與西川田站之間的替代巴士
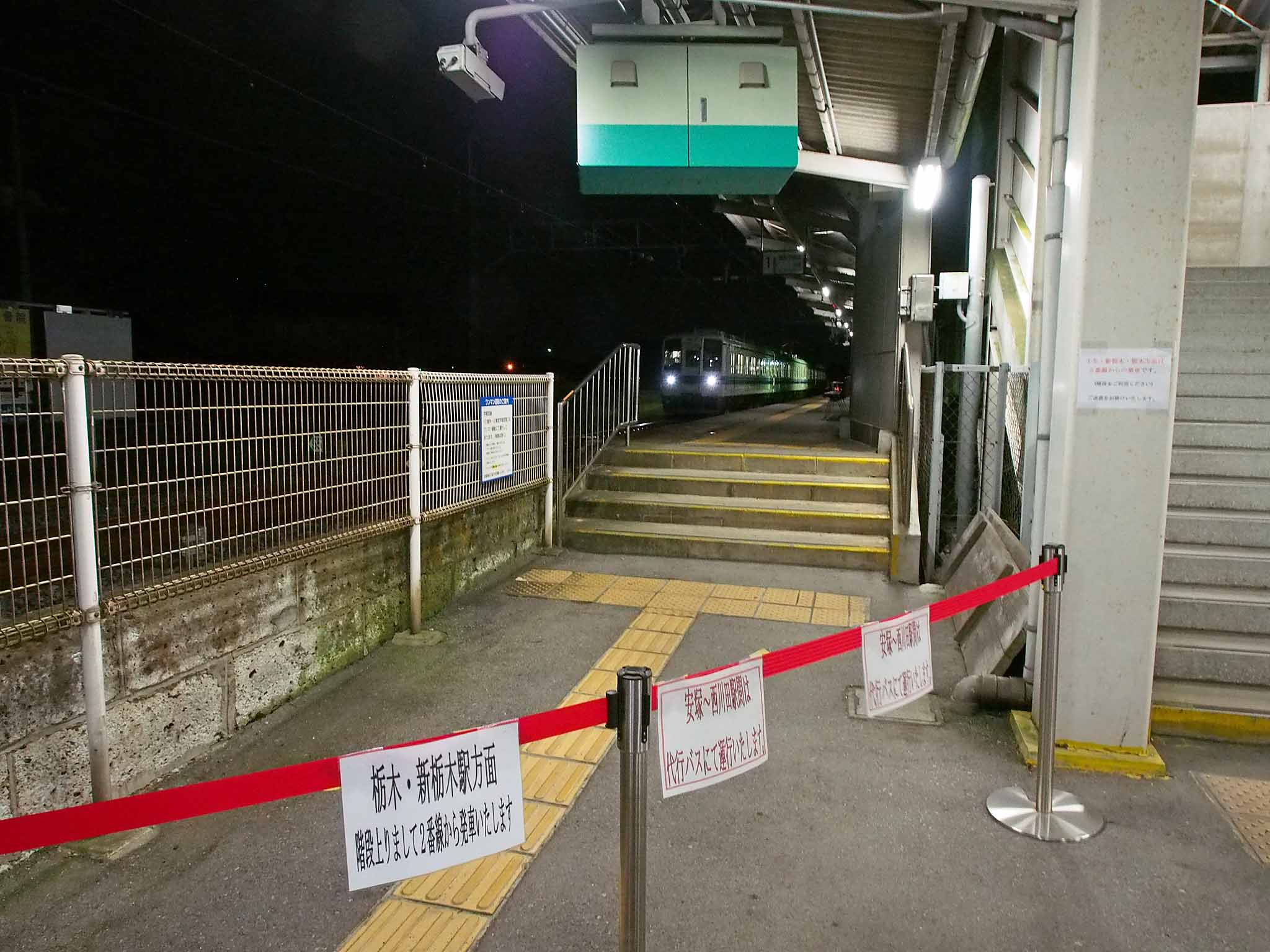
折返運行期間停止使用的1號線

## 车站結構
本站為側式月台2面2線地面車站。站房在東武宇都宮方向月台側，有天橋通往栃木方向月台。
由於過去路牌交換時代將上下列車的停止位置目標設在一起，因此本站上下行月台呈現千鳥式配置。
站內設有PASMO簡易IC卡感應機。
白天時段列車會在本站進行列車交換。

### 月台配置
| 月台 | 路線     | 方向 | 目的地         |
| ---- | -------- | ---- | -------------- |
| 1    | 宇都宮線 | 下行 | 東武宇都宮方向 |
| 2    | 宇都宮線 | 上行 | 栃木方向       |

## 使用情況
2017年度的1日平均上下車人次為1,225人。
近年1日平均上下車人次推移如下表｡
| 年度               | 1日平均上下車人次 |
| ------------------ | ----------------- |
| 2001年（平成13年） | 1,358             |
| 2002年（平成14年） | 1,287             |
| 2003年（平成15年） | 1,213             |
| 2004年（平成16年） | 1,159             |
| 2005年（平成17年） | 1,188             |
| 2006年（平成18年） | 1,148             |
| 2007年（平成19年） | 1,137             |
| 2008年（平成20年） | 1,165             |
| 2009年（平成21年） | 1,180             |
| 2010年（平成22年） | 1,185             |
| 2011年（平成23年） | 1,237             |
| 2012年（平成24年） | 1,180             |
| 2013年（平成25年） | 1,233             |
| 2014年（平成26年） | 1,243             |
| 2015年（平成27年） | 1,269             |
| 2016年（平成28年） | 1,224             |
| 2017年（平成29年） | 1,255             |

## 車站周邊
車站周邊是壬生町南犬飼地區（舊南犬飼村）中心的安塚地區。
- 壬生町役場南犬飼出張所
- 壬生町南犬飼地區公民館
- 壬生町安塚地區社區中心
- 壬生町立安塚小學校
- 南犬飼郵便局
- 宮之森鄉村俱樂部
- 栃木縣道132號安塚停車場線（日语：栃木県道132号安塚停車場線） - 栃木縣道2號宇都宮栃木線（日语：栃木県道2号宇都宮栃木線）（栃木街道）
- 栃木縣道65號鹿沼下野線（日语：栃木県道65号鹿沼下野線）
- 栃木縣道184號安塚雀宮線（日语：栃木県道184号安塚雀宮線）

## 相邻车站
東武鐵道
 宇都宮線
玩具町（TN 35）－安塚（TN 36）－西川田（TN 37）

## 外部連結
- 安塚（車站資訊） - 東武鐵道